# Gansing
Gansing ist eine Ortschaft im oberösterreichischen Innviertel und Teil der Gemeinde Taiskirchen im Innkreis im Bezirk Ried im Innkreis.

## Geschichte
Die erste urkundliche Erwähnung als Gansern findet sich in den Regesten aus dem Archiv von Freistadt und stammt aus dem Jahr 1437.